# Diedrichshagen (Rostock)
Diedrichshagen – dzielnica miasta Rostock w Niemczech, w kraju związkowym Meklemburgia-Pomorze Przednie. Leży nad Morzem Bałtyckim.